# Мыёлдино
Мыёлдино (коми Мыс) — село в Усть-Куломском районе Республики Коми России. Административный центр и единственный населённый пункт сельского поселения Мыёлдино.

## Этимология
Топоним содержит частицу дiн, которая с языка коми переводится как «устье» и указывает на то, что село расположено напротив устья реки Южная Мылва. Местное название Мыс также связано с месторасположением населённого пункта.

## География
Село находится в южной части Республики Коми, на правом берегу реки Вычегды, на расстоянии примерно 61 километра (по прямой) к северо-востоку от Усть-Кулома, административного центра района. Абсолютная высота — 94 метра над уровнем моря.
Климат
Климат характеризуется как умеренно континентальный, с продолжительной умеренно морозной многоснежной зимой и коротким прохладным летом. Среднегодовая температура воздуха составляет −1 — 0 °С. Средняя температура воздуха самого тёплого месяца (июля) составляет 16 °C; самого холодного (января) — −16 °C. Безморозный период длится в течение 180—190 дней. Среднегодовое количество атмосферных осадков составляет 500—600 мм. Устойчивый снежный покров держится 165—175 дней.
Часовой пояс
Мыёлдино, как и вся Республика Коми, находится в часовой зоне МСК (московское время). Смещение применяемого времени относительно UTC составляет +3:00.

## История
Впервые упоминается в переписной книге 1678 года, как «Починок Усть-Курья на реке на Вычегде».

## Население
| 2010 | 2012 | 2013 | 2014 | 2015 | 2016 | 2017 |
| ---- | ---- | ---- | ---- | ---- | ---- | ---- |
| 460  | ↘442 | ↘432 | ↗436 | ↘421 | ↘402 | ↘363 |
| 2018 | 2019 | 2020 | 2021 |      |      |      |
| ↘359 | ↘336 | ↘327 | ↘309 |      |      |      |

Гендерный состав
По данным Всероссийской переписи населения 2010 года в гендерной структуре населения мужчины составляли 48 %, женщины — соответственно 52 %.
Национальный состав
Согласно результатам переписи 2002 года, в национальной структуре населения коми составляли 99 % из 600 чел.

## Известные уроженцы
- Александр Степанович Забоев — исследователь коми литературы, основоположник коми литературной критики.